# Давня легенда. Коли сонце було богом
«Давня легенда. Коли сонце було богом» (пол. Stara baśń: Kiedy słońce było bogiem) — художній історичний фільм польського режисера Єжи Гофмана, випущений 2003 року. Історію про одвічні людські пристрасті — жадобу до влади і кохання — знято за мотивами однойменного історичного роману Юзефа Крашевського.
У фільмі чудово показані язичницькі обряди слов'ян, суспільний устрій та побут, зокрема, і демократичні традиції приймати суспільно важливі рішення на віче, обирати князя.

## Сюжет
Дев'яте століття нашої ери, сто років до прийняття Польщею християнства. Земек (Зємовіт), юний мисливець і воїн, нащадок славетного роду П'ястів, закоханий в прекрасну Дзіву, дочку селянина Віца, але не може одружитися з нею, оскільки батько Дзіви ще під час її народження пообіцяв віддати її в жриці бога Свентовіта.
У відчаї Земек приєднується до повсталих проти несправедливості, що чиниться на польській землі безжалісним князем Попєлем (Богдан Ступка), який знищив усіх своїх родичів для того, щоб його син успадкував владу в країні.

## Історичні невідповідності
- Сюжет фільму є узагальненням історичного життя слов'ян і не зображує реальну історичну подію чи особу. Проте, польські історичні хроніки початку ХІІ-XIV століть повідомляють легенду про якогось Попєла, або Помпіліуша Хотишка, який княжив у ІХ сторіччі в граді (фортеці) Крушвіці на озері Гопло і якого боги покарали за порушення клятви: його живим з'їли миші.[2] У сучасному польському місті Крушвиця Куявсько-Поморського воєводства збереглась до нашого часу «Мишача башта», яку місцеве передання пов'язує з легендарним Попєлем.[джерело?]
- У історії Польщі та України відомий князь Мазовецький з іменем Земовіт І, одружений з дочкою короля Русі Данила Галицького Предславою.[3] Відомі також інші пізніші князі з іменем Земовит із польської династії П'ястів. Однак події фільму відбуваються на кілька століть раніше, ніж жили усі ці князі Земовіти.
- У необізнаного з язичницькими віруваннями слов'ян глядача може скластися враження, що поляни шанували як верховного бога сонце. Насправді ж сонце було лише одним з багатьох інших богів.[4]
- Згадувана як автор ідеї підпалу за допомогою голубів руська  княгиня Ольга жила у X столітті, тобто на 100 років пізніше від описуваних подій.

## Цікавинки
Двічі у фільмі згадується Русь-Україна. Один раз — негативно, коли Земеку пропонують утікати або до вікінгів, або до «трусливих, на Русь». Вдруге — позитивно, коли воєвода під час облоги граду князя використовує голубів для підпалу будівель і розповідає, що цим способом руська княгиня Ольга здобула непокірне місто.

## Цитати
- Не є гідним влади той, хто цією владою зловживає. (Епіграф)

## Актори
- Міхал Жебровський,
- Богдан Ступка,
- Марина Александрова,
- Даніель Ольбрихський,
- Єва Вішневська,
- Єжи Трела